# Сухлово (Серёдкинская волость)
Сухлово — деревня в Псковском районе Псковской области. Входит в состав Серёдкинской волости. 
Расположена в 31 километре к северу от Пскова и в 3 км к востоку от деревни Верхолино.
Численность населения деревни по состоянию на 2000 год составляла 14 жителей.
До 1 января 2010 года деревня входила в состав ныне упразднённой Верхолинской волости.

## Топографические карты
- Лист карты O-35-XVII Новоселье. Масштаб: 1 : 200 000. Издание 1980 г.